# Elyssa Davalos
Elyssa Davalos (30 maggio 1959) è un'attrice statunitense.

## Biografia
Figlia d'arte, suo padre era l'attore Richard Davalos.
Iniziò a recitare sin da quando aveva 14 anni, nel 1973.
È madre dell'attrice Alexa Davalos, nata dal matrimonio con il fotografo Jeff Dunas, sposato nel 1982 e da cui ha divorziato nel 1988.
Tra i suoi primi lavori, vi è Herbie sbarca in Messico (1980), in cui interpreta il ruolo di Melissa, una ragazza sempliciotta laureanda.
Ha smesso la carriera di attrice dal 2007.

## Filmografia parziale

### Cinema
- The Student Teachers, regia di Jonathan Kaplan (1973)
- La banda delle frittelle di mele 2 (The Apple Dumpling Gang Rides Again), regia di Vincent McEveety (1979)
- Herbie sbarca in Messico (Herbie Goes Bananas), regia di Vincent McEveety (1980)
- La casa sulle colline (A House in the Hills), regia di Ken Wiederhorn (1993)
- Between the Sheets, regia di Michael DeLuise (1998)
- Tycus, regia di John Putch (1999)
- Nancy Drew, regia di Andrew Fleming (2007)

### Televisione
- Three for the Road - serie TV, 1 episodio (1975)
- ABC Afterschool Special - serie TV, 1 episodio (1976)
- Charlie's Angels - serie TV, episodio 1x02 (1976)
- I ragazzi del sabato sera (Welcome Back, Kotter) - serie TV, 1 episodio (1977)
- Nel tunnel dei misteri con Nancy Drew e gli Hardy Boys (The Hardy Boys/Nancy Drew Mysteries) - serie TV, 1 episodio (1977)
- The Paper Chase - serie TV, 1 episodio (1978)
- Wild and Wooly, regia di Philip Leacock - film TV (1978)
- Alla conquista del West (How the West Was Won) - serie TV, 6 episodi (1976-1979)
- Hawaii Squadra Cinque Zero (Hawaii Five-O) - serie TV, 1 episodio (1979)
- Vega$ - serie TV, 1 episodio (1981)
- Riker - serie TV, 1 episodio (1981)
- Codice rosso fuoco (Code Red) - serie TV, 2 episodio (1981)
- Matt Houston - serie TV, 2 episodi (1983)
- Supercar (Knight Rider) - serie TV, episodio 2x04 (1983)
- Mike Hammer - serie TV, 1 episodio (1984)
- Ripitde - serie TV, 1 episodio (1984)
- L'onore della famiglia (Our Family Honor) - serie TV, 1 episodio (1985)
- Airwolf - serie TV, 1 episodio (1986)
- Top Secret (Scarecrow and Mrs. King) - serie TV, 3 episodi  (1985 -1986)
- MacGyver - serie TV, 8 episodi (1987 - 1988)
- La bella e la bestia (Beauty and the Beast) - serie TV, 1 episodio (1989)
- I giustizieri della notte (Dark Justice) - serie TV, 1 episodio (1992)
- Virus mortale, regia di Sandor Stern - film TV (1993)
- Un detective in corsia (Diagnosis: Murder) - serie TV, 2 episodi (1993-1994)
- Matlock - serie TV, 3 episodi (1989-1994)
- Terra promessa (Promised Land) - serie TV, 1 episodio (1997)
- Il tocco di un angelo (Touched by an Angel) - serie TV, 1 episodio (1999)
- The Division - serie TV, 1 episodio (2004)

### Cortometraggi
- Urban Chaos Theory, regia di Dan Harris (2000)
- Two Paths, regia di Michael Sloane (2002)